# Сент-Ілер
Сент-Ілер (англ. Saint-Hilaire) — парафія в Канаді, у провінції Нью-Брансвік, у складі графства Мадаваска.

## Населення
За даними перепису 2016 року, парафія нараховувала 478 осіб, показавши скорочення на 2,4%, порівняно з 2011-м роком. Середня густина населення становила 11,4 осіб/км².
З офіційних мов обидвома одночасно володіли 300 жителів, тільки англійською — 5, тільки французькою — 175. Усього 5 осіб вважали рідною мовою не одну з офіційних.
Працездатне населення становило 60% усього населення, рівень безробіття — 4,2% (0% серед чоловіків та 0% серед жінок). 75% осіб були найманими працівниками, а 25% — самозайнятими.
Середній дохід на особу становив $38 957 (медіана $35 285), при цьому для чоловіків — $44 438, а для жінок $32 596 (медіани — $40 992 та $29 376 відповідно).
35% мешканців мали закінчену шкільну освіту, не мали закінченої шкільної освіти — 18,8%, 46,3% мали післяшкільну освіту, з яких 27% мали диплом бакалавра, або вищий.
| Статево-вікова структура населення | Статево-вікова структура населення | Статево-вікова структура населення | Статево-вікова структура населення | Статево-вікова структура населення |
| ---------------------------------- | ---------------------------------- | ---------------------------------- | ---------------------------------- | ---------------------------------- |
|                                    |                                    |                                    |                                    |                                    |
| Всього                             | Всього                             | 55,2%44,8%                         |                                    |                                    |
| 0 — 14 років                       | 0 — 14 років                       |                                    | 16,7%                              | 16,7%                              |
| 15 — 64 років                      | 15 — 64 років                      |                                    | 66,7%                              | 66,7%                              |
| 65 і більше                        | 65 і більше                        |                                    | 16,7%                              | 16,7%                              |
| 85 і більше                        | 85 і більше                        |                                    | 1%                                 | 1%                                 |
| Середній вік (років)               | Середній вік (років)               | 41,843,4                           | 42,5                               | 42,5                               |
| Медіана (років)                    | Медіана (років)                    | 44,745,5                           | 45,1                               | 45,1                               |
| — чоловіки — жінки                 |                                    |                                    |                                    |                                    |

| Походження мешканців:     | Походження мешканців:     | Походження мешканців: | Походження мешканців: | Походження мешканців: |
| ------------------------- | ------------------------- | --------------------- | --------------------- | --------------------- |
| Походження                |                           |                       | осіб                  | %                     |
| Корінні американці        | Корінні американці        |                       | 30                    | 6.38%                 |
| Інше північноамериканське | Інше північноамериканське |                       | 420                   | 89.36%                |
| Європейське               | Європейське               |                       | 180                   | 38.3%                 |
| британське                | британське                |                       | 25                    | 5.32%                 |
| французьке                | французьке                |                       | 175                   | 37.23%                |

| Зайнятість населення за галузями (за класифікацією NOC): | Зайнятість населення за галузями (за класифікацією NOC): | Зайнятість населення за галузями (за класифікацією NOC): | Зайнятість населення за галузями (за класифікацією NOC): | Зайнятість населення за галузями (за класифікацією NOC): |
| -------------------------------------------------------- | -------------------------------------------------------- | -------------------------------------------------------- | -------------------------------------------------------- | -------------------------------------------------------- |
|                                                          |                                                          |                                                          |                                                          |                                                          |
| Управління                                               | Управління                                               |                                                          | 8,3%                                                     | 8,3%                                                     |
| Бізнес, фінанси та адміністрування                       | Бізнес, фінанси та адміністрування                       |                                                          | 16,7%                                                    | 16,7%                                                    |
| Охорона здоров'я                                         | Охорона здоров'я                                         |                                                          | 10,4%                                                    | 10,4%                                                    |
| Освіта, правозахист, муніципальні та урядові служби      | Освіта, правозахист, муніципальні та урядові служби      |                                                          | 6,3%                                                     | 6,3%                                                     |
| Роздрібна торгівля та послуги                            | Роздрібна торгівля та послуги                            |                                                          | 16,7%                                                    | 16,7%                                                    |
| Гуртова торгівля, транспорт та обладнання                | Гуртова торгівля, транспорт та обладнання                |                                                          | 25%                                                      | 25%                                                      |
| Природні ресурси, сільське господарство                  | Природні ресурси, сільське господарство                  |                                                          | 8,3%                                                     | 8,3%                                                     |
| Виробництво                                              | Виробництво                                              |                                                          | 6,3%                                                     | 6,3%                                                     |

## Клімат
Середня річна температура становить 2,9°C, середня максимальна – 21,9°C, а середня мінімальна – -20,5°C. Середня річна кількість опадів – 1 062 мм.
| Клімат поселення                              | Клімат поселення | Клімат поселення | Клімат поселення | Клімат поселення | Клімат поселення | Клімат поселення | Клімат поселення | Клімат поселення | Клімат поселення | Клімат поселення | Клімат поселення | Клімат поселення | Клімат поселення |
| Показник                                      | Січ.             | Лют.             | Бер.             | Квіт.            | Трав.            | Черв.            | Лип.             | Серп.            | Вер.             | Жовт.            | Лист.            | Груд.            |                  |
| Середній максимум, °C                         | −7,53            | −5,66            | 0,85             | 8,05             | 16,11            | 21,17            | 21,94            | 20,60            | 15,48            | 9,44             | 2,84             | −5,65            |                  |
| Середня температура, °C                       | −14              | −12,14           | −5,61            | 1,56             | 9,63             | 14,70            | 17,89            | 16,57            | 11,42            | 5,40             | −1,2             | −9,7             |                  |
| Середній мінімум, °C                          | −20,49           | −18,62           | −12,1            | −4,91            | 3,15             | 8,22             | 13,85            | 12,50            | 7,39             | 1,34             | −5,26            | −13,76           |                  |
| Норма опадів, мм                              | 84               | 68               | 70               | 68               | 86               | 90               | 112              | 105              | 94               | 93               | 94               | 98               |                  |
| Середньомісячна швидкість вітру, м/с          | 4.01             | 4.05             | 4.18             | 3.95             | 3.65             | 3.30             | 2.98             | 2.95             | 3.24             | 3.61             | 3.80             | 3.97             |                  |
| Середньомісячна сонячна радіація, кДж/м²·день | 4997             | 8197             | 12211            | 16003            | 18625            | 20336            | 19582            | 17165            | 12568            | 7678             | 4597             | 3819             |                  |
| --------------------------------------------- | ---------------- | ---------------- | ---------------- | ---------------- | ---------------- | ---------------- | ---------------- | ---------------- | ---------------- | ---------------- | ---------------- | ---------------- | ---------------- |
| Джерело:                                      |                  |                  |                  |                  |                  |                  |                  |                  |                  |                  |                  |                  |                  |